# Алту-Пантанал (мікрорегіон)

Алту-Пантанал на карті шату Мату-Гросу

Алту-Пантанал (порт. Microrregião do Alto Pantanal) — мікрорегіон у Бразилії, входить у штат Мату-Гросу. Складова частина мезорегіону Південно-центральна частина штату Мату-Гросу. Населення становить 132 883 осіб на 2006 рік. Займає площу 53 590,469 км². Густота населення — 2,5 ос./км².

## Склад мікрорегіону
До складу мікрорегіону включені наступні муніципалітети:
1. Баран-ді-Мелгасу
2. Курвеландія
3. Касеріс
4. Поконе

| Бразилія | Це незавершена стаття з географії Бразилії. Ви можете допомогти проєкту, виправивши або дописавши її. |